# Barrow Hill
Barrow Hill är en by i Derbyshire i England. Byn är belägen 40 km 
från Derby. Orten har 1 022 invånare (2015).